# Orūj-e Moḩammad Kandī
Orūj-e Moḩammad Kandī (persiska: اُروج مُهَمّءد كَندی, اروج محمّد کندی, اَرُّه مُهَمَّد, اُروجِ مُحَمَّد, اُروجِ مُحَمَّد كَندی, اُروج كَند) är en ort i Iran.   Den ligger i provinsen Västazarbaijan, i den nordvästra delen av landet, 700 km nordväst om huvudstaden Teheran. Orūj-e Moḩammad Kandī ligger 815 meter över havet och antalet invånare är 531.
Terrängen runt Orūj-e Moḩammad Kandī är platt. Runt Orūj-e Moḩammad Kandī är det ganska glesbefolkat, med 39 invånare per kvadratkilometer. Närmaste större samhälle är Poldasht, 9,6 km norr om Orūj-e Moḩammad Kandī. Trakten runt Orūj-e Moḩammad Kandī består i huvudsak av gräsmarker.